# The Years of Rice and Salt
The Years of Rice and Salt (oorspronkelijke titel: A World without Europe) is een roman uit 2002 van de Amerikaanse schrijver Kim Stanley Robinson. Hierin beschrijft hij een alternatieve geschiedenis waarin de gehele Europese bevolking door de Zwarte Dood is uitgeroeid en de geschiedenis derhalve door niet-Europese culturen wordt gedomineerd. Islamitische, boeddhistische, indiaanse, taoïstische, hindoe- en Chinese culturele en filosofische elementen spelen een grote rol en zijn verwerkt in de schrijfstijlen van de verschillende hoofdstukken. De titel verwijst naar de Chinese betekenis van 'rijst en zout': het dagelijks leven.

## Reïncarnatie
Reïncarnatie is een belangrijk thema in het boek. De geschiedenis vindt plaats door de ogen van dezelfde zielen, die telkens weer reïncarneren in andere personen, en verenigd zijn in een jāti. Na ieder leven ontmoeten de zielen elkaar in een bardo, vanwaar ze door de goden worden beoordeeld en teruggestuurd naar hun volgende leven. De bardo ziet er voor een ieder uit zoals zijn of haar geloof is. Voor een moslim spreekt derhalve Mohammed zijn oordeel uit over de zielen, voor een taoïst zijn dit de taoïstische goden, voor de hindoe wacht Kali op hem, en voor een Afrikaanse jongen zijn het een Arabische slavenhandelaar en wilde dieren die over de doden hun oordeel uitspreken. Een goed leven wordt beloond met een betere reïncarnatie, en wie slecht heeft geleefd wordt herboren als iemand in een slechtere positie of zelfs als een dier. Zo dienen zielen steeds hoger te klimmen door beter te leven, om uiteindelijk het nirwana te bereiken. Verder kan ook in uitzonderlijke gevallen een ziel bezit nemen van een kind of volwassene tijdens het leven, vaak ten gevolge van een bijzonder traumatische gebeurtenis. Soms vangen de zielen tijdens hun leven een glimp op van eerdere reïncarnaties, zo droomt de alchemist Khalid bijvoorbeeld dat hij een tijger is (wat hij in een eerder leven inderdaad was).

## Hoofdpersonen
De verschillende personages zijn, ondanks hun reïncarnaties, te herkennen aan hun voornamen, die telkens met dezelfde letter beginnen. De volgende zielen worden beschreven:
- B. Deze ziel heeft een goedaardig en berustend karakter. Hij is bijvoorbeeld in zijn verschillende levens een Mongoolse verkenner, een pelgrim, een zachtaardige professor, de assistent van een alchemist, een lief klein meisje of een dokter.
- K. K is een rebel die voortdurend tegen de gevestigde orde vecht. Zijn driftige karakter brengt hem vaak zowel in het echte leven als in de bardo in moeilijkheden. Hij verschijnt als een op wraak beluste eunuch, een admiraal, een alchemist, een tijgerin, een zelfbewuste sultana, een veroveraar en vernieuwer, en een vrijheidsstrijder.
- S. S is een typische pestkop die anderen voortdurend het leven zuur maakt. Hij verschijnt onder andere als een slechtgemutste werkgever, een tirannieke khan, een wellustige sultan, een generaal, en een oorlogsmisdadiger.
- I. I is evenals B rustig en beheerst, maar is in zekere zin de eeuwige toeschouwer daar waar B vaak door K direct bij de actie wordt betrokken. Hij is de wetenschapper van de groep. Zo verschijnt hij als verkoper van alchemiegrondstoffen, schrijver, scheepsarts, en ontdekster van de massa-energierelatie.

Daarnaast zijn er nog een aantal andere zielen die sporadisch beschreven worden. Alle zielen maken deel uit van een jāti, een groep zielen die elkaar telkens weer tijdens en tussen hun levens tegenkomt. De jāti is ontstaan door een aardverschuiving in Tibet, waarbij een geheel dorp werd bedolven en de bewoners gezamenlijk omkwamen door zuurstofgebrek. Deze gebeurtenis heeft de zielen met elkaar verbonden.

## Het verhaal
Voor het gemak is bij de jaaraanduiding de Christelijke jaaraanduiding aangehouden, hoewel het boek slechts de islamitische kalender hanteert. In 2002 besluit men op de Conferentie van Isfahan eenheid aan te brengen in alle maten en gewichten, en over te schakelen op een nieuwe jaartelling gebaseerd op het zonnejaar.

### Boek 1
ca. 1400
Timur Lenk valt in plaats van China Europa aan. Twee verkenners, Bold en Psin, worden in Moravië op verkenning gestuurd, en ontdekken dat de zwarte dood iedereen tot de laatste man heeft uitgeroeid. Wanneer Timoer Lenk, boos over het slechte nieuws, hen wil straffen, treft de bliksem zijn tent en ontsnapt Bold. Hij trekt door het lege Europa en wordt door Turkse slavenhandelaren gegrepen in Griekenland. Uiteindelijk wordt hij doorverkocht aan de ontdekkingsvloot van Zheng He, waar hij Kyu, een zwarte slaaf, ontmoet die door de eunuchen wordt gecastreerd. De twee worden naar China gebracht waar ze weten te ontsnappen, en waar Kyu besluit te keizer te vermoorden om zo de Chinese maatschappij te destabiliseren, uit wraak voor zijn castratie. De twee weten Beijing te bereiken, maar Kyu's plan slaagt niet en hij moet het met zijn leven bekopen.

### Boek 2
ca. 1571-1579
Bistami, een belangrijk man binnen het hof van de Mogolkeizer Akbar de Grote, valt in ongenade en wordt op bedevaartstocht naar Mekka gestuurd. In Mekka werkt hij enige tijd als qadi, waarna hij naar de Maghreb trekt. Vanuit huidig Marokko is op dat moment heel voorzichtig de kolonisatie van het lege Firanja (Europa) begonnen, in zuidelijk al-Andalus (Spanje). Bistami sluit zich aan bij sultan Mawji Darya die een karavaan over de Pyreneeën leidt en de stad Baraka (Bayonne) sticht. Zijn dappere vrouw propageert een versie van de islam waarin vrouwen meer vrijheid hebben. Hoewel Baraka na de dood van de sultan door diens oudere broer wordt veroverd ontsnapt de sultana met Bistami om op de plaats van het oude Nantes de stad Nsara te stichten. Hier wordt de kiem gelegd voor de bijzondere en liberale staat Nsara die in Firanja een belangrijke rol zal spelen.

### Boek 3
ca. 1610
Een mislukte Japanse aanval op China is voor de Chinezen aanleiding een grote vloot naar Japan te sturen om dit land te veroveren. De vloot wordt geleid door de Annamitische admiraal Kheim. De vloot raakt uit koers door ongunstige winden, en Kheim besluit te proberen de Dahai (Grote Oceaan) over te steken naar de moslimlanden. Hierdoor ontdekt hij Amerika en maakt kennis met de Miwoks en Inca's. Aangelokt door het Incagoud begint China enige jaren later met de kolonisatie van de westelijke delen van Noord- en Zuid-Amerika (respectievelijk Yingzhou en Inca).

### Boek 4
ca. 1641-1644
De alchemist Khalid demonstreert de khan van Samarkand hoe hij goud uit lood maakt, maar wordt als bedrieger ontmaskerd. Zijn hand wordt afgehakt, zijn rechter, zodat hij zijn hele leven onrein zal blijven. Khalids assistenten Iwang en Bahram proberen Khalid op te beuren door zijn nieuwsgierigheid naar natuurkundige processen te prikkelen. Khalid begint nu aan een reeks experimenten. Zo voert hij de proef met de Maagdenburger halve bollen uit, ontdekt een nieuw metaal (waarschijnlijk nikkel), en meet de snelheid van het geluid. De khan wordt nieuwsgierig en draagt Khalid op uitvindingen te doen met militair nut. Dit leidt tot verbeteringen in kanonskogels en fortenbouw, en uiteindelijk tot de uitvinding van de gifgasgranaat.
Inmiddels wordt in China de Mingdynastie door de Qing vervangen, en komt de pest naar Samarkand, waaraan Khalid en zijn assistenten overlijden. Khalids uitvindingen verspreiden zich echter door karavanen naar Travancore in Zuid-India, waar ze uiteindelijk een industriële revolutie in gang zullen zetten.

### Boek 5
ca. 1720-1740
Rond 1700 is China er alsnog in geslaagd Japan te veroveren. Dit veroorzaakt een Japanse diaspora naar Yingzhou (Noord-Amerika). Inmiddels hebben de Chinezen de westkust gekoloniseerd, en de moslims uit Firanja de oostkust. Hoewel Fangzhang (San Francisco) een typische Chinese kolonie is, vestigen zich in de gebieden eromheen veel Japanners. Een van hen, de ronin Busho, trekt dwars door Noord-Amerika naar het oosten, waar hij zich bij de Haudenosaunee aansluit, een democratische federatie van verschillende indianenvolken. Busho leert hen onder andere een schrift te hanteren, wapens te maken, en zich te beschermen tegen de ziektes die de Chinezen en moslims meebrengen. Hij waarschuwt hen tegen de Chinezen en moslims die de kusten bezet houden.

### Boek 6
ca. 1776-1794
Weduwe Kang ontmoet Ibrahim ibn Hasam, en ze verhuizen samen naar Lanzhou in West-China om daar samen hun wetenschappelijk werk voort te zetten. Op de achtergrond spelen toenemende spanningen tussen de Chinezen en moslims in Centraal-Azië, die ruim een eeuw later tot de Lange Oorlog zullen leiden.

### Boek 7
ca. 1820-1861
In Travancore vindt een industriële revolutie plaats die het land een technisch overwicht verschaft. Massaproductie en spoorwegen doen hun intrede. De Kerala van Travancore verovert de restanten van het Mogolrijk, het Sawafidenrijk en uiteindelijk Konstantiniyye (Constantinopel). Sultan Selim III wijkt uit naar de Balkan. Zijn lijfarts Ismail ibn-Mani al-Dir wordt gevangengenomen en naar Travancore gebracht.
Later wordt Ismail door de Kerala naar Yingzhou gestuurd om contact te zoeken met de Hodenosaunee en de Japanse geheime genootschappen, teneinde bondgenoten te hebben tegen de moslims en China.

### Boek 8
ca. 1914-1980
Spanningen tussen de Chinezen en de moslims leiden tot een wereldoorlog tussen China en de moslimstaten: de Lange Oorlog. Deze oorlog kost een miljard mensen het leven en wordt uitgevochten in loopgraven, met mijnen, artilleriebombardementen en gifgas. De moslims schieten zelfs de Chomolungma (Mount Everest) kapot zodat de hoogste berg van de wereld (vanaf nu de K2) op moslimgebied staat. De Chinezen beschuldigen de moslims van genocide tegen Christenen, joden en Zotts, terwijl de moslims de Chinezen ervan beschuldigen hun eigen moslims gedwongen naar de mijnen in de Chinese koloniën te deporteren. Ook de Hodenosaunee en Travancori worden bij het conflict betrokken als de moslimcoalitie de Chinezen via hun gebied wil aanvallen. Zij strijden noodgedwongen aan Chinese zijde mee. In China zelf wordt de Qing-dynastie vervangen door een junta.
De grote aardbeving van 1923 wordt door de Japanners aangegrepen om in opstand te komen. De Chinezen hebben hun handen vol aan de oorlog en moeten uiteindelijk toegeven. In ruil voor volledige onafhankelijkheid en een groot deel van Noordoost-Azië strijdt Japan aan de Chinese kant mee in de Lange Oorlog. Een van de Chinese gouverneurs, een half-Japanner genaamd Zhu Issao, leidt aan het eind van de oorlog zijn troepen naar China en sticht daar een commune. Hieruit komt de Nieuw China beweging voort.
Na jaren strijd keert het tij in het voordeel van China. De moslims worden uit Yingzhou gedreven. In Zuid-Azië maken de Chinezen contact met de Travancori, en sluiten hierdoor een deel van het moslimleger in Birma in. In Noord-Azië worden de moslims over de Oeral verdreven. De moslims geven zich over en in 1980 wordt in de Conferentie van Shanghai de vrede getekend. De moslimstaten moeten gebied afstaan (o.a. in Yingzhou aan de Hodenosaunee, en in India aan de Travancori), en worden zware herstelbetalingen opgelegd.
De Lange Oorlog heeft diepe wonden geslagen en heeft het wereldevenwicht fundamenteel gewijzigd. De moslims zijn op het slagveld verslagen, maar ook China kan zich minder goed als grote mogendheid handhaven. Het resultaat is een dekolonisatieproces waarin in Inca, Yingzhou, Afrika en Zuid-Azië verschillende nieuwe staten ontstaan. Ook geeft de Lange Oorlog een impuls aan het feminisme, doordat vrouwen de plaats moesten innemen van de mannen die naar het front vertrokken.

### Boek 9
ca. 1990-2002
Budur, een jonge vrouw, ontvlucht haar ouderlijk huis en de knellende vrouwendiscriminatie in Turi (Zürich) om in het liberale Nsara bij haar tante Idelba te wonen en studeren. Idelba is kernfysicus en ontdekt onder andere het principe van kernsplitsing en de massa-energierelatie, en de mogelijkheden hiervoor die het element alactin (uranium) biedt. Dit houdt ze bewust geheim omdat ze beseft dat hiermee een vreselijk wapen kan worden gemaakt: de atoombom.
Inmiddels veroorzaken de herstelbetalingen schaarste, hyperinflatie en politieke instabiliteit. De regeringen in verschillende staten in Firanja worden omvergeworpen en ook in Nsara vinden onlusten plaats. Er bestaat een grote revisionistische stroming die minderheden zoals de Armenen, Zotts (zigeuners) en joden de schuld geeft van de problemen en van het feit dat de moslims de oorlog hebben verloren.
Budur woont na Idelba's overlijden de Conferentie van Isfahan bij, waar geleerden vanuit de hele wereld bij elkaar komen en kennis uitwisselen, waaronder ook de door Idelba ontdekte principes. De geleerden spreken af gezamenlijk te wedijveren voor vrede en tegen misbruik van hun kennis voor oorlogsdoeleinden. Hier wordt ook een metriek systeem en een nieuwe jaartelling ingevoerd.
Uiteindelijk plegen extreemrechtse krachten een coup in Nsara, maar Budur en Kirana leiden het volksverzet tegen de staatsgreep. De coupplegers vertrekken uiteindelijk nadat de Hodenosaunee met oorlogsschepen voor de haven van Nsara verschijnen en herstel van de wettige regering eisen.

### Boek 10
ca. 2030-2088
Na de Lange Oorlog heerst onvrede in China. De Lange Oorlog en de verliezen hieruit hebben schaarste en economische problemen veroorzaakt, en de junta lijkt hier niets aan te kunnen of willen doen.
Bao Xinhua ontmoet de revolutionair Kung Jianguo. Via hem leert hij ook Zhu Issao kennen, het brein achter de Nieuw China beweging. Bao vervult een belangrijke functie in de Nieuw China beweging, die in een burgeroorlog afrekent met de junta en de macht overneemt. Bij de intocht in Beijing worden Bao, Kung en Zhu echter beschoten en Kung overlijdt. Bao werkt jaren als diplomaat om uiteindelijk een professorschap in Fangzhang te accepteren.
De technologie heeft nu een hoog peil bereikt. De bipolaire wereld van voor de Lange Oorlog is vervangen door een multipolaire, waarin China, Groot-Japan, Travancore, de Hodenosaunee, Birma en Perzië de toon aangeven. Firanja herstelt zich nog steeds slechts met grote moeite van de oorlog, en in Inca is de armoede het grootst, maar overal lijkt toch vrede en vooruitgang te heersen. Ook de zielen hebben bevrediging en voldoening gevonden in hun aardse levens, en staan op de grens van het nirwana.
Dan komt een nieuweling naar Bao's college: een jonge vrouw met de naam Kali. Het ziet ernaar uit dat de ziel K nog steeds geen rust heeft gevonden...